# Ursensollen
Ursensollen – miejscowość i gmina w Niemczech, w kraju związkowym Bawaria, w rejencji Górny Palatynat, w regionie Oberpfalz-Nord, w powiecie Amberg-Sulzbach. Leży w Jurze Frankońskiej, około 8 km na południowy zachód od Amberga, przy autostradzie A6 i drodze B299.
W związku z rozwiązaniem 1 września 2015 obszaru wolnego administracyjnie Hirschwald, 3 km² włączono do gminy. Z gminy tej jednak jednocześnie 0,7 km² włączono do gminy Ensdorf a 0,01 km² do gminy Hohenburg.

## Dzielnice
W skład gminy wchodzą następujące dzielnice: Haag, Hohenkemnath, Sauheim, Ullersberg, Ursensollen, Zant, Hausen, Thonhausen, Winkl, Wolfsfeld, Garsdorf, Götzendorf, Bittenbrunn.

## Demografia
| Rok  | Liczba mieszk. |
| ---- | -------------- |
| 1970 | 2 678          |
| 1987 | 2 991          |
| 2000 | 3 518          |

## Oświata
(na 1999)

W gminie znajduje się 75 miejsc przedszkolnych (75 dzieci) oraz szkoła podstawowa (23 nauczycieli, 286 uczniów).